# اندازه‌گیری دما

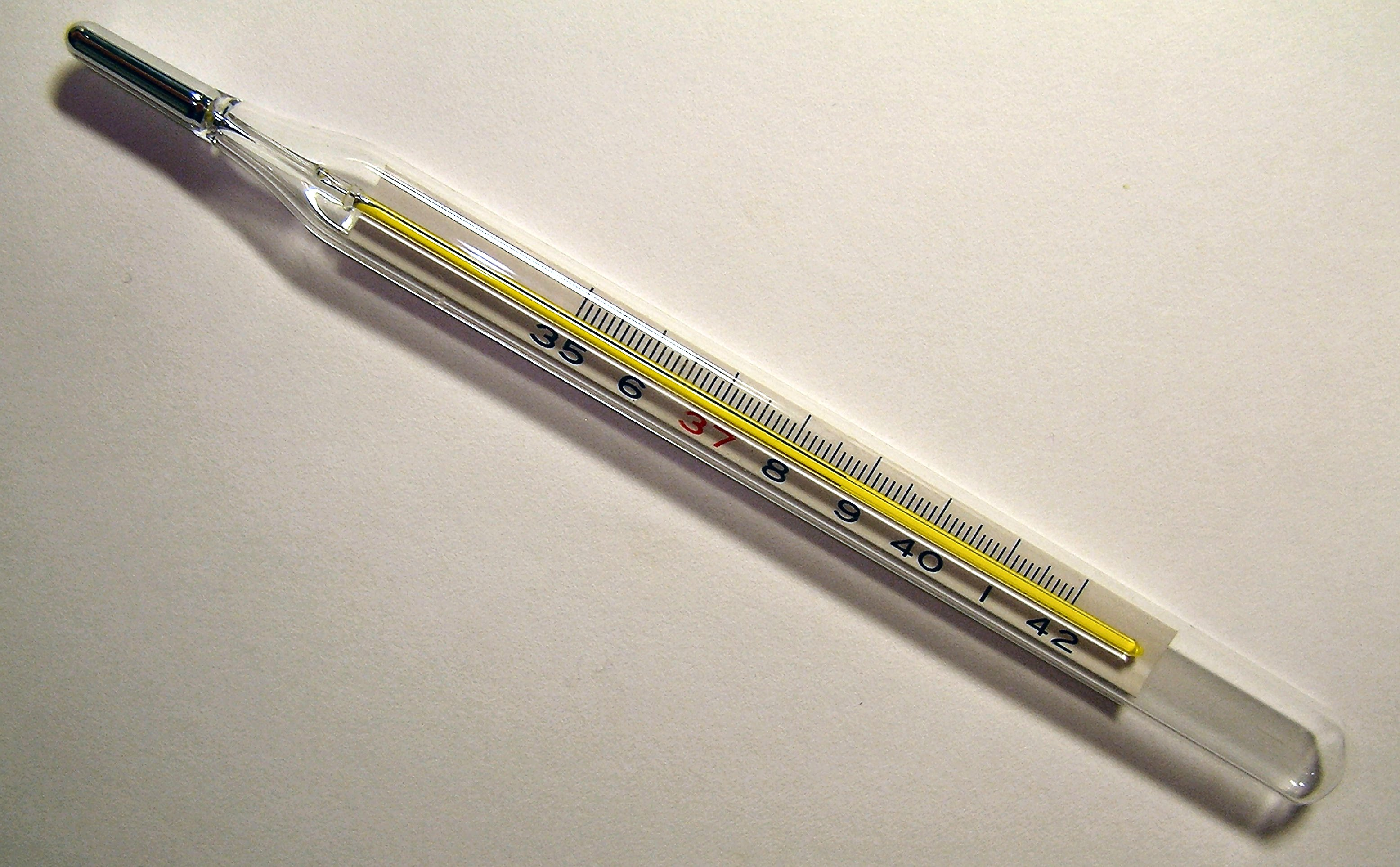
یک دماسنج پزشکی / بالینی که دمای را نشان می‌دهد

اندازه‌گیری دما (همچنین به عنوان دماسنجی شناخته می‌شود) به فرایند اندازه‌گیری دمای فعلی برای ارزیابی فوری یا اقدام بعدی گفته می‌شود. مجموعه داده‌های متشکل از اندازه‌گیری‌های استاندارد شده و تکرار شده را می‌توان برای ارزیابی روند تغییرات دما مورد استفاده قرار داد.

## تاریخچه
تلاش‌ها برای اندازه‌گیری استاندارد دما، قبل از قرن هفدهم در بهترین حالت خام و ابتدایی بود. به عنوان مثال در سال ۱۷۰ پس از میلاد، فیزیکدان یونانی، کلودیوس جالینوس، :۱۸ بخش‌های مساوی یخ و آب جوش را برای ایجاد یک استاندارد دمایی «خنثی» مخلوط کرد. زمینه علمی مدرن در دهه‌های ۱۶۰۰ در آثار و کارهای دانشمندان فلورانسی، از جمله گالیله و با ساخت دستگاه‌هایی که قادر به اندازه‌گیری تغییرات نسبی دما بودند، بازمی‌گردد که البته در معرض تغییرات فشار اتمسفر نیز قرار داشتند.
این دستگاه‌های اولیه ترموسکوپ نامیده می‌شدند. اولین دماسنج مهروموم‌شده در سال ۱۶۵۴، توسط دوک بزرگ توسکانی، فردیناند دوم ساخته شد. : ۱۹ توسعه دماسنج‌ها و مقیاس‌های امروزین دمایی، در اوایل قرن ۱۸ آغاز شد؛ زمانی که گابریل فارنهایت، یک دماسنج و مقیاس جیوه‌ای تولید کرد که هر دو توسط اوله کریستنسن رومر توسعه داده شده بود. مقیاس فارنهایت در کنار مقیاس‌های سلسیوس و کلوین هنوز هم در حال استفاده است.

## فن آوری‌ها
روش‌های زیادی برای اندازه‌گیری دما ایجاد شده‌است. بسیاری از این موارد به اندازه‌گیری برخی از ویژگی‌های فیزیکی یک ماده کاری که با دما تغییر می‌کند، متکی هستند. یکی از رایج‌ترین وسایل اندازه‌گیری دما، دماسنج شیشه ای است. این تجهیز شامل یک لوله شیشه ای پر از جیوه یا مایع دیگری است که به عنوان مایع کاری عمل می‌کند. افزایش دما باعث انبساط سیال می‌شود، بنابراین با اندازه‌گیری حجم سیال می‌توان دما را تعیین کرد. چنین دماسنج‌هایی معمولاً به گونه ای کالیبره می‌شوند که می‌توان به سادگی با مشاهده سطح سیال در دماسنج، دما را قرائت کرد. نوع دیگری از دماسنج که در عمل چندان مورد استفاده قرار نمی‌گیرد، اما از نظر تئوری مهم است، دماسنج گازی است.
سایر وسایل مهم برای اندازه‌گیری دما عبارتند از:
- ترموکوپل
- ترمیستورها
- دماسنج مقاومتی (RTD)
- پیرومتر
- کاوشگر لانگمویر (برای دمای الکترون پلاسما)
- دماسنج مادون قرمز
- دماسنج‌های دیگر

هنگام اندازه‌گیری دما باید مراقب بود که دستگاه اندازه‌گیری (دما سنج، ترموکوپل و غیره) واقعاً همان دمای ماده ای است که با آن اندازه‌گیری می‌شود. تحت برخی شرایط، دمای خود دستگاه اندازه‌گیری می‌تواند باعث گرادیان دما شود، بنابراین دمای اندازه‌گیری شده با دمای واقعی سیستم تحت اندازه‌گیری متفاوت است. در چنین حالتی دمای اندازه‌گیری شده نه تنها با دمای سیستم، بلکه با خواص انتقال حرارت سیستم نیز متفاوت خواهد بود.
آنچه انسان‌ها، حیوانات و گیاهان در مورد دمای آسایش تجربه می‌کنند، به چیزی بیش از دمای نشان داده شده در دماسنج شیشه‌ای مربوط می‌شود. میزان رطوبت نسبی در هوای محیط می‌تواند باعث کم و زیاد شدن خنک کاری ناشی از تبخیر شود. اندازه‌گیری دمای حباب تر، اثر رطوبت محیطی را جبران و نرمال سازی می‌کند. میانگین دمای تابشی نیز می‌تواند بر دمای آسایش تأثیر بگذارد. عامل سرمایش باد می‌تواند باعث شود هوا در شرایط بادخیز، سردتر از شرایط آرامش هوا حس شود، حتی اگر دماسنج شیشه ای همان دما را نشان دهد. جریان هوا باعث سرعت انتقال حرارت از بدن یا به بدن می‌شود و در نتیجه دمای بدن برای همان دمای محیط، تغییر بیشتری می‌کند.
مبنای نظری دماسنج‌ها، قانون صفرم ترمودینامیک است که فرض می‌کند اگر سه جسم الف، ب و ج داریم، اگر الف و ب دارای یک دما باشند و ب و ج هم در یک دما باشند، در این صورت الف و ج هم همدما خواهند بود که در این‌جا ب، همان دماسنج است.
اساس عملی دماسنجی، وجود سلول‌های سه‌گانه است. نقاط سه‌گانه، شرایطی از فشار، حجم و دما هستند که در آن سه فاز جامد، مایع و بخار ماده، به‌طور همزمان وجود دارند. برای یک جزء واحد، هیچ درجه ای از آزادی در یک نقطه سه‌گانه وجود ندارد و هر تغییری در سه متغیر دما، فشار و حجم، منجر به ناپدید شدن یک یا چند فاز از سلول می‌شود؛ بنابراین، سلول‌های نقطه سه‌گانه را می‌توان به عنوان مرجع جهانی برای دما و فشار استفاده کرد (به قانون فازی گیبس مراجعه کنید).
تحت برخی شرایط، اندازه‌گیری دما با استفاده مستقیم از قانون تابش جسم سیاه پلانک ممکن می‌شود. برای مثال، دمای پس‌زمینه تابش کیهانی از طیف فوتون‌های مشاهده‌شده توسط رصدهای ماهواره‌ای، مانند WMAP اندازه‌گیری شده‌است. در مطالعه پلاسمای کوارک-گلوئون، از طریق برخورد یون‌های سنگین، طیف‌های تک ذره گاهی اوقات به عنوان دماسنج عمل می‌کنند.

### دماسنجی غیر تهاجمی
در دهه‌های اخیر، بسیاری از تکنیک‌های دماسنجی توسعه یافته‌اند. امیدوارکننده‌ترین و گسترده‌ترین تکنیک‌های دماسنجی غیرتهاجمی در زمینه بیوتکنولوژی، مبتنی بر تجزیه و تحلیل تصاویر تشدید (رزونانس) مغناطیسی، تصاویر توموگرافی کامپیوتری و اکوتوموگرافی است. این تکنیک‌ها اجازه می‌دهند تا دمای درون بافت‌ها را بدون وارد کردن یک حسگر به داخل آن، اندازه‌گیری و پایش کنند. در زمینه جریان‌های راکتیو (به عنوان مثال احتراق و پلاسما)، فلورسانس القا شده با لیزر (LIF), CARS و طیف‌سنجی جذب لیزر، برای اندازه‌گیری دمای داخل موتورها، توربین‌های گاز، لوله‌های شوک، راکتورهای سنتز و غیره مورد بهره‌برداری قرار گرفته‌اند. توانایی چنین تکنیک‌های مبتنی بر نور، شامل اندازه‌گیری سریع (تا مقیاس‌های زمانی نانوثانیه)، همزمان با قابلیت عدم ایجاد آشفتگی در موضوع اندازه‌گیری (به عنوان مثال، شعله، گازهای گرم شده با ضربه) است.

### استانداردهای ایالات متحده (ASME)
- B40.200-2008: دماسنج‌ها، خواندن مستقیم و خواندن از راه دور.[۴]
- PTC 19.3-1974 (R2004): کد تست عملکردی برای اندازه‌گیری دما.[۵]

## دمای هوا

Comparison of the 1962 US Standard Atmosphere graph of geometric altitude against air density, pressure, the speed of sound and temperature with approximate altitudes of various objects.

دمای هوای اتمسفر با اندازه‌گیری دما در ارتفاع‌های مختلف از اتمسفر زمین صورت می‌گیرد. این اندازه‌گیری تحت تأثیر عوامل مختلفی مانند تابش خورشید،
رطوبت و ارتفاع است. به‌طور معمول اختصار MAAT به عنوان متوسط سالیانه دمای هوا (Mean Annual Air Temperature) در یک نقطه جغرافیایی استفاده می‌شود.

## استانداردها
انجمن مهندسین مکانیک آمریکا (ASME) دو استاندارد مجزا در مورد اندازه‌گیری دما، با کدهای B40.200 و PTC 19.3 ایجاد کرده‌است. B40.200 دستورالعمل‌هایی را برای دماسنج‌های دو-فلزی، سیستم پر شده و مایع در شیشه ارائه می‌دهد. همچنین دستورالعمل‌هایی برای ترموول‌ها (چاهک اندازه‌گیری دما) ارائه می‌دهد. استاندارد PTC 19.3 دستورالعمل‌هایی را برای اندازه‌گیری دما مربوط به کدهای تست عملکرد با تأکید ویژه بر منابع اصلی خطاهای اندازه‌گیری و تکنیک‌های مقابله با آنها ارائه می‌دهد.

## اندازه‌گیری دمای ماهواره ای
اندازه‌گیری دمای ماهواره ای، استنباط از دمای اتمسفر در ارتفاع‌های مختلف از سطح دریا یا خشکی به روش رادیومتری است. این اندازه‌گیری‌ها به پیش‌بینی
هوا، پایش نوسانات ال نینو، جریانات گردابی هوا، مطالعه گرمایش هوای شهرها و آب و هوای جهانی کمک می‌کند. آتش‌سوزی‌های وسیع، مناطق صنعتی گرم و آتشفشان‌ها با تصویربرداری گرمایی به کمک ماهواره‌های هواشناسی رصد می‌شوند.

ماهواره‌های هواشناسی به‌طور مستقیم دمای هوا را اندازه‌گیری نمی‌کنند. آن‌ها باندهای طول موجی مختلف را در تابش اندازه‌گیری می‌کنند. از سال ۱۹۷۸، شدت امواج مایکروویو در ماهواره‌های National Oceanic and Atmospheric Administration از اتمسفر اندازه‌گیری شده‌اند. گرمایش زمین در چهار دهه گذشته، با داده‌های اخذ شده از این ماهواره‌ها، بیانگر گرم تر شدن تروپوسفر و سردتر شدن استراتوسفر می‌باشد که ناشی از افزایش تأثیر گازهای گلخانه ای است.